# Lesten
Lesten is een bestuurslaag in het regentschap Gayo Lues van de provincie Atjeh, Indonesië. Lesten telt 197 inwoners (volkstelling 2010).